# Trnovi (Velika Kladuša)
Pour les articles homonymes, voir Trnovi.
Trnovi (en cyrillique : Трнови) est un village de Bosnie-Herzégovine. Il est situé dans la municipalité de Velika Kladuša, dans le canton d'Una-Sana et dans la fédération de Bosnie-et-Herzégovine. Selon les premiers résultats du recensement bosnien de 2013, il compte 1 940 habitants.

## Géographie
Le village est situé à l'est de Velika Kladuša, au bord de la rivière Kladušnica, un affluent droit de la Glina.

## Démographie

### Évolution historique de la population dans la localité
| 1948 | 1953 | 1961  | 1971  | 1981  | 1991  | 2013  |
| ---- | ---- | ----- | ----- | ----- | ----- | ----- |
| -    | -    | 1 147 | 1 347 | 1 685 | 1 986 | 1 940 |

|  |